# Modisimus glaucus
Modisimus glaucus is een spinnensoort uit de familie trilspinnen (Pholcidae). De soort komt voor in Hispaniola en St. Vincent.